# Новая Москва (градостроительный план)

План «Новая Москва» 1923 года

«Новая Москва» — генеральный план развития Москвы, разработанный в 1918—1925 годах коллективом архитекторов под руководством А. В. Щусева. Проектная группа, возникшая на базе мастерской И. В. Жолтовского, объединила мастеров старой архитектурной школы и русского авангарда, значительную часть проектных работ выполнили студенты ВХУТЕМАСа. План опирался на демографические прогнозы В. Г. Михайловского и реестр памятников, составленный комиссией Н. Д. Виноградова. Главной особенностью «Новой Москвы» был перенос правительственных учреждений на северо-западные окраины, что позволило бы «разгрузить» центр города и сохранить его историческую ткань. Новые районы с преимущественно малоэтажной застройкой по принципу города-сада отделялись друг от друга зелёными клиньями парков и бульваров.
Консервативный генплан, предусматривавший перенос правительственного центра на Ходынское поле и сохранение исторической ткани старого города, не был осуществлён. На карте города сохранились лишь два участка, непосредственно восходящие к «Новой Москве» — зелёный клин парка Горького и Нескучного сада, и посёлок Сокол.

## История
В апреле 1918 года Моссовет учредил архитектурно-планировочную мастерскую во главе с И. В. Жолтовским. Вторым лидером мастерской стал А. В. Щусев, а её коллектив составили преподаватели и недавние выпускники училища живописи, ваяния и зодчества, где преподавали Жолтовский и Щусев: Л. А. Веснин, И. А. Голосов, Н. В. Докучаев, В. Д. Кокорин, Н. Д. Колли, Б. А. Коршунов, Н. А. Ладовский, К. С. Мельников, Э. И. Норверт и С. Е. Чернышёв. Независимо от Жолтовского действовала вторая планировочная группа C. C. Шестакова, занятая преимущественно проблемами рабочих окраин. В начале пути мастерская чуть не пала жертвой интриг И. К. Запорожца, но Жолтовский, использовав связи с А. В. Луначарским, заручился поддержкой самого В. И. Ленина.
В декабре 1918 года мастерская представила «проектный эскиз» генплана, не имевший ни научной и статистической основы, ни стратегии развития. Жолтовский придерживался консервативных позиций и старался в первую очередь решать неотложные проблемы города, от расширения Садового кольца до общественных туалетов. Его справедливо критиковали за узость подходов — например, игнорирование перспектив строительства метрополитена — и чрезмерное внимание к вопросам эстетики. 8 февраля 1919 года президиум Моссовета формально одобрил план Жолтовского, но не предпринял каких-либо шагов к его реализации. Жолтовский и Щусев продолжили детальную проработку развития центра, и вчерне завершили её в 1920 году. Жолтовский постепенно отошёл на второй план, сохранив титул «старшего зодчего», а единоличное руководство проектом перешло к Щусеву. Он объединил усилия с председателем комиссии по охране памятников Н. Д. Виноградовым, который владел точными данными по исторической застройке, и привлёк к планированию своих сотрудников А. В. Снигарёва и Н. Я. Тамонькина.
В 1919—1921 годах группы Щусева и Шестакова продолжали параллельные и независимые друг от друга изыскания, не имевшие шансов на реализацию в условиях Гражданской войны. В 1921 году обе были сокращены и переподчинены президиуму Моссовета и Москомхозу соответственно. Учёный совет «Новая Москва», по утверждённому в апреле 1921 года регламенту, состоял из семи членов во главе с В. Г. Михайловским. В декабре 1921 года «Правда» сообщила о завершении работ над «Новой Москвой». Публичное обсуждение её первого варианта состоялось в январе 1923 года, а в феврале 1924 года прошли совместные обсуждения уточнённой «Новой Москвы» и «Большой Москвы» Шестакова.
К лету 1924 года мнение власти склонилось в пользу Шестакова. «Новая Москва» не была утверждена, но и не была публично отвергнута, и её авторы продолжали работу в течение ещё года. Пятитомный сборник с описанием «Новой Москвы» и замечаниями консультантов, подготовленный к печати ещё в 1923 году, не был издан. Щусев публично осудил бездействие Моссовета, но помочь «Новой Москве» это уже не могло. В октябре — ноябре 1925 года состоялся публичный спор между Щусевым и городскими властями из-за сноса церкви святого Евпла. Упрямство Щусева стало более нетерпимым: в декабре 1925 года он был смещён, проект «Новая Москва» закрылся, а все планировочные работы возглавил Шестаков. Вероятно, сыграла свою роль и опала куратора «Новой Москвы» Л. Б. Каменева.

## Основные положения
«Новая Москва» опиралась на консервативные демографические оценки В. Г. Михайловского, которые систематически отставали от действительности. Михайловский недооценивал взрывной характер роста населения: в 1921 году он полагал, что к 1940 году его численность достигнет 1,675 млн человек, в 1923 году он поднял среднесрочный прогноз до двух миллионов. Последняя оценка и использовалось в «Новой Москве»; реальная же Москва перешагнула двухмиллионную отметку уже в 1926 году. В 1925 году Щусев увеличил прогнозную численность населения до пяти миллионов — но сам план, рассчитанный на два миллиона, практически не изменился. Следствием заниженных оценок численности стало ограничение территории города малым кольцом Московской железной дороги (с отдельными выходами за него на юго-западе и юго-востоке) и преимущественно малоэтажная застройка новых территорий.
Главным принципом плана Щусева был перенос правительственного центра из Кремля и Китай-города на Петроградское шоссе и Ходынское поле. В городе образовывалось бы второе полноценное ядро, делящее функции столицы государства со старым центром. В перспективе это бы разгрузило центр, оставило в неприкосновенности его историческую застройку и позволило бы превратить Кремль в музей.

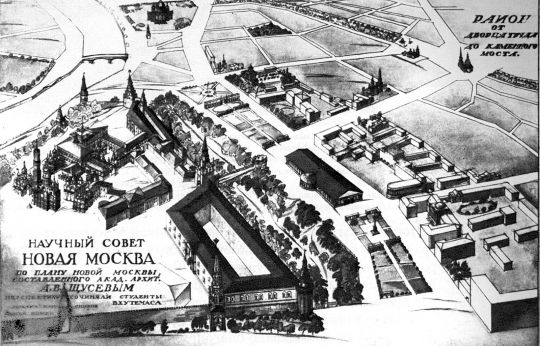
Реконструкция центральных площадей от Тверской улицы до Каменного моста. Один из графических листов, «сочинённых» бригадой ВХУТЕМАСа

Щусев был уверен, что в Москве можно совместить два противоположных планировочных принципа — полицентричность и традиционную центричность, заданную существующей уличной сетью. Он настаивал, что историческая ткань города и радиально-кольцевая сеть его центра (Щусев называл её «солнечной лучевой системой») должны быть сохранены. Бульварное кольцо замыкалось через Замоскворечье, усиливая радиально-кольцевую сеть. В дополнение к трём существующим кольцам на окраине Москвы прокладывалось новое «кольцо Г» длиной свыше 60 км. Важнейшие радиальные лучи и русла рек Яузы и Неглинной намеренно подчёркивались пятью зелёными клиньями парков и бульваров, которые начиналась от пригородных лесов и вреза́лись в город до Садового кольца, а местами и до Бульварного.
Расширение существующих ключевых улиц и площадей, признавал Щусев, было необходимо — но лишь в той мере, в которой оно не изменяло сложившуюся организацию старого города. Кремль и Китай-город объявлялись «золотым городом» — заповедником. По соседству с ними происходили наибольшие изменения: Щусев планировал расчистить полукольцо центральных площадей от Театральной площади до Каменного моста, превратив его в сквозной бульвар. В Охотном Ряду следовало разместить Дворец Труда (в 1930-х годах на этом месте построят гостиницу «Москва»), близ Тверской площади — новый драматический театр (на этом месте построят институт Маркса-Энгельса-Ленина). Манеж, окружённый бульварами и реконструированным Александровским садом, превращался в общественный выставочный зал.
В отличие от пренебрегавшей конкретикой «Большой Москвы», «Новая Москва» была предельно конкретна. На всех проектных чертежах детально показана историческая застройка, включая церкви и монастыри, которые следовало сохранить. Щусев любил и ценил разновысотность и разновремённость московской архитектуры, и настаивал на её комплексной охране. Он охотно противопоставлял в одном ансамбле старую застройку и новые общественные сооружения, но стремился окружать особо ценные памятники зелёными скверами, изолирующими их от новостроек. Сложившиеся цельные ансамбли улиц и площадей следовало сохранять и охранять — в таких местах снос ограничивался расчисткой третьестепенных пристроек и заборов.
Высота строительства внутри Садового кольца ограничивалась пятью-семью этажами. Новое, малоэтажное, жилое строительство концентрировалось к северу и западу от центра, учебные и научные заведения — в Хамовниках, спортивный комплекс — на Ленинских горах. Пояс малоэтажных новостроек вдоль «кольца Г» трактовался как сплошной город-сад.
В «Новой Москве» впервые появляется городской внеуличный транспорт — два железнодорожных диаметра, пересекавшие центр города под землёй. Севернее Каланчёвской площади, в створе Алексеевской ветки, Щусев запланировал объединённый железнодорожный вокзал с 17 перронными путями; здания Казанского и Ярославского вокзалов высвобождались и их следовало перепрофилировать под музеи или административные службы. Грузовые речные порты располагались на юго-востоке города, от Дербенёвки до Сукина болота (Нагатинской поймы). Уровень Москвы-реки и Яузы повышался благодаря постройке плотин. 

## Следы в городской среде
Щусевский план не был принят, да и не мог состояться в экономических условиях 1920-х годов — но его отдельные участки были реализованы. Непосредственно в рамках плана в 1920-х годах были реконструированы Никитский бульвар и Советская площадь. В 1923 году был ликвидирован Хитров рынок и расчищена Хитровская площадь.
В том же 1923 году Щусев, назначенный главным архитектором всероссийской сельскохозяйственной выставки, расчистил для выставки предусмотренный планом «зелёный клин» от Бабьего городка до Нескучного сада. С 1928 года её территорию к югу от Садового кольца занимает парк Горького. Внутри Садового кольца в 1923 году построили стадион, а в 1939 году здесь началось строительство комплекса Академии наук СССР, прерванное в 1941 году войной. В XXI веке здесь располагаются Центральный дом художника и парк «Музеон».
В соответствии с планом на окраинах и в ближних пригородах столицы были выделены участки под малоэтажную застройку. На одном из них, к западу от Всехсвятского, в 1923 году была заложена первая после революции московская новостройка — посёлок Сокол. В 1924—1925 годах на тогда не застроенной Беговой улице появился малоэтажный посёлок завода «Дукс» (снесён в 1950-х годах). Тогда же на Малой Тульской улице в рамках «Новой Москвы» построили деревянные жилые дома, тогда как планом «Большой Москвы» на этом месте следовало устроить площадь. Подобные коллизии способствовали отказу Моссовета от «Новой Москвы» и стали одной из причин запрета на деревянное и малоэтажное строительство в городе.